# Maoism
Maoism (på kinesiska dock alltid känt som: Mao Zedongs tänkande, traditionella tecken: 毛澤東思想; förenklade tecken: 毛泽东思想; pinyin: máo zédōng sīxiǎng) är en form av kommunism, som utvecklades av Kinas kommunistiska partis (KKP) ledare Mao Zedong. Denna doktrin var statsbärande ideologi och officiell ortodoxi i Kina under perioden 1949–1978 och är fortfarande inskriven i Folkrepubliken Kinas konstitution.

## Maoismens historia
Maoism är en modifiering och vidareutveckling av Marxism-Leninismen. Josef Stalin, den sovjetiske ledare som efterträdde Lenin, har av Mao Zedong beskrivits som "en stor marxist-leninist". Kinas kommunistiska parti uttryckte under Maos ledning även kritik mot Stalin och menade att Stalin i vissa frågor avvek från den "dialektiska materialismen och hemföll åt metafysik och subjektivism" vilket ledde till att "oskyldiga människor ... felaktigt dömdes" etc. Stalin drev igenom en mycket hårdför form av kommunism i Sovjet, ofta kallad för stalinism. Denna innebar hårt politiskt förtryck av oliktänkande, men också en mycket snabb industrialisering och därigenom ekonomiska framsteg. 

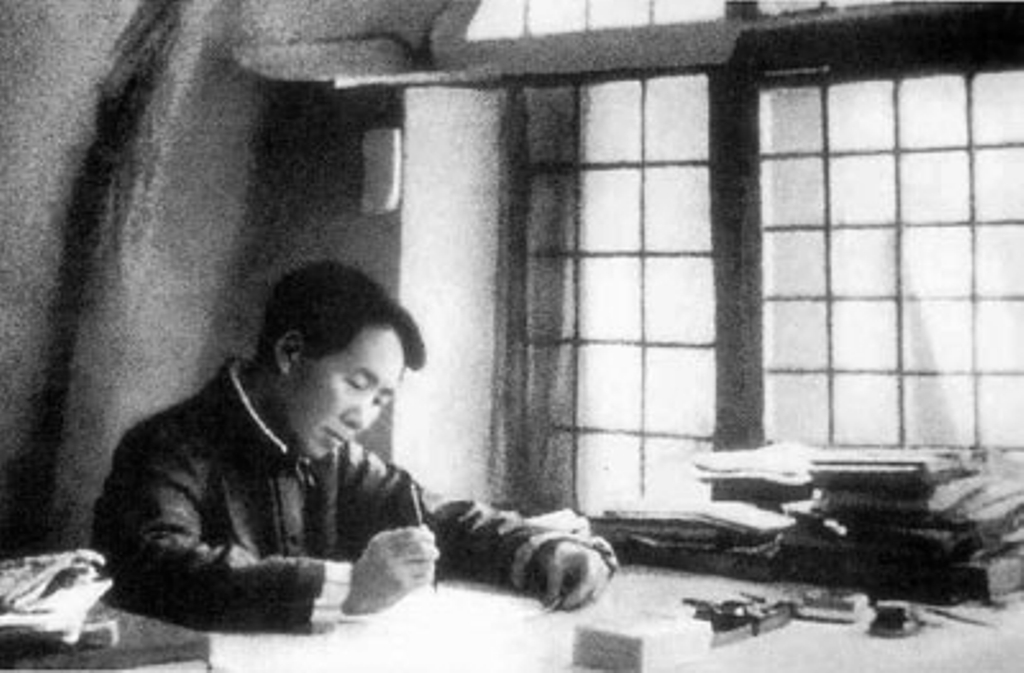
Mao i sitt arbetsrum 1938

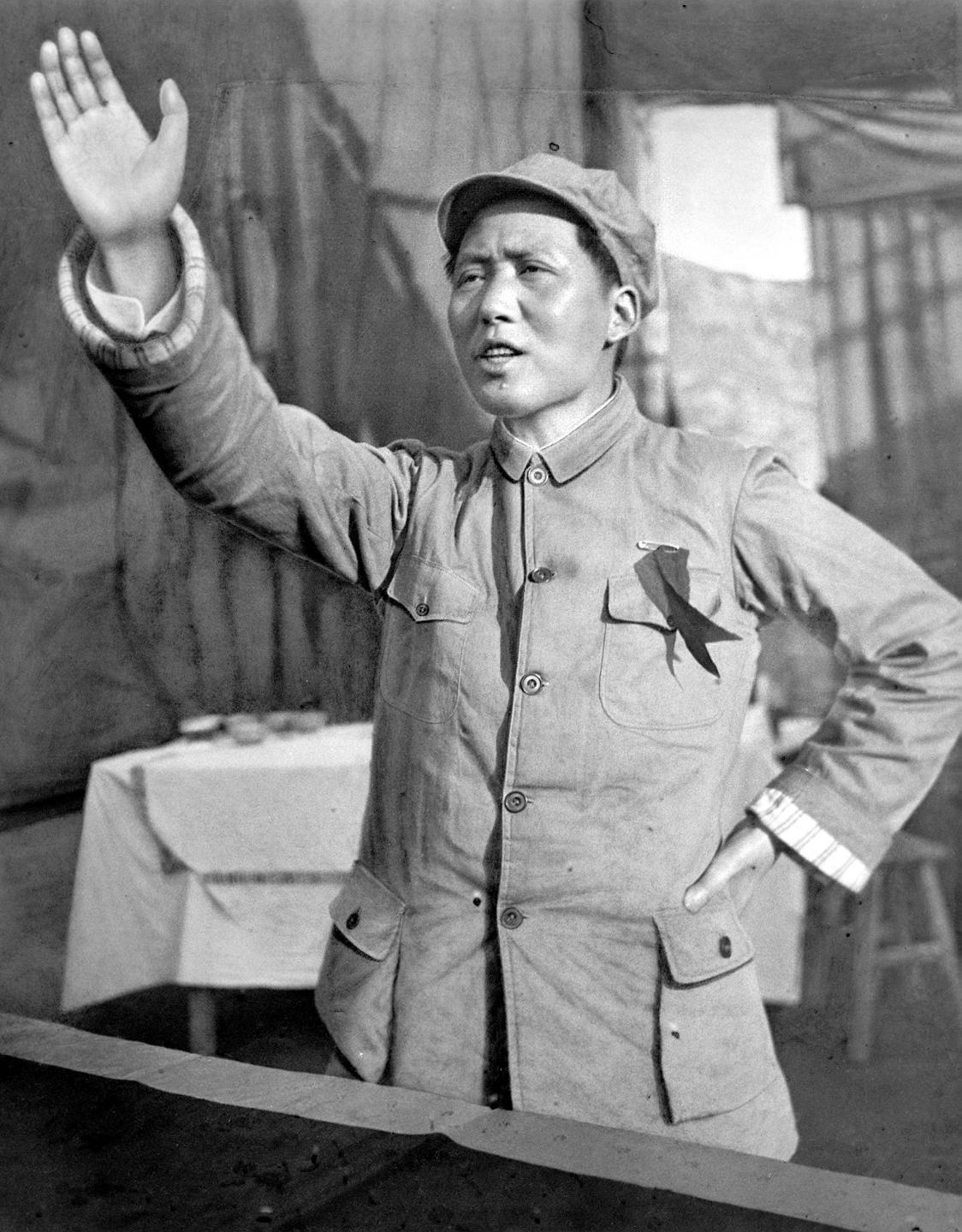
Mao håller tal 1939

Trots att Mao hade lyckats säkra en ledande ställning i partiet kring 1930-talet var hans ställning inte helt obestridd. Moskvautbildade kommunister som Bo Gu och Wang Ming satt fortfarande i partiledningen och utgjorde ett hot mot Maos ledarskap när de anlände till kommunistpartiets basområde i Yan'an, som erövrats 1935. Mao hade själv aldrig varit utomlands och hade översiktliga kunskaper i marxism-leninismen, varför han ofta förlitade sig på Chen Boda som spökskrivare när han vill framställa sig som en marxistisk teoretiker. En stor del av Maos kunskaper om marxismen var hämtade från standardverket Sovjetunionens kommunistiska partis historia: kortfattad kurs, författad under Stalins överinseende och som kom ut i sin första kinesiska översättning 1939, och Mao tog särskilt fasta på bokens tes att klasskampen skulle fortsätta även efter socialismens införande.
Efter Stalins död 1953 skedde en omvärdering i Sovjetunionen av Stalins politiska verk. Nikita Chrusjtjov tillträdde som ny generalsekreterare för Sovjets Kommunistparti och höll två hemliga föredrag i Högsta Sovjet 1956, där han kritiserade Stalin hårt. Stalinismen ströks från den officiella sovjetiska partidoktrinen. Detta skedde utan att Mao och de kinesiska ledarna i Peking på förhand informerats. Mao hade haft mycket nära politiska band med Stalin och betraktade Sovjetunionen, det enda land i världen som genomfört en proletär revolution och lyckats upprätta en fungerande kommunistisk regering, som sin ideologiska anfader och förebild. Mao var oerhört upprörd över hur de sovjetiska ledare som efterträtt Stalin, verkade slå in på en mindre konfrontatorisk politisk linje mot de kapitalistiska länderna i Väst.  
Mao beskyllde Nikita Chrusjtjov och de övriga post-stalinistiska ledarna i Moskva för att vara "revisionister" och "social-imperialister". Kritiken mot den sovjetiska ledningen fokuserade på vad som kallades "revisionisternas förräderi mot marxismen" som kom till uttryck "i deras motstånd mot den våldsamma revolutionen och mot proletariatets diktatur" och att de förespråkade en "fredlig övergång från kapitalismen till socialismen" De hade enligt honom reviderat och förvrängt Lenins och Stalins ursprungliga idéer. Den post-stalinistiska Sovjetunionen var enligt Mao inte längre intresserad av att sprida den kommunistiska världsrevolutionen till nya länder, utan endast intresserad av att politiskt dominera andra länder, inte helt olikt de kapitalistiska staterna i Västvärlden, i synnerhet de västerländska kolonialväldena. 
Sovjetunionen och dess ledare betecknades därför av Mao som "social-imperialister", till skillnad från länderna i väst vilka betecknades som "kapitalist-imperialister". En mycket hätsk politisk debatt följde inom det kommunistiska blocket av länder under perioden 1957–1960. 1960 avbröts alla diplomatiska förbindelser mellan Peking och Moskva. Ett stort antal "sovjetiska experter" befann sig i Kina för att hjälpa till med landets industrialisering. Samtliga av dessa måste nu åka tillbaka till Sovjet. 
Mao och de som stödde dennes avståndstagande från den nya politiska linjen i Sovjetunionen, kallade sig själva för "anti-revisionister". Splittringen mellan det kommunistiska Sovjet och Kina ledde också till en splittring inom den internationella kommunistiska rörelsen. Vissa kommunistiska partier i länder utanför östblocket förklarade sig som stödjande Moskvas linje, medan andra förklarades sig som stödjandes Maos mer aktivistiska "anti-revisionism".

## Maoismens grundläggande teoretiska element
Till skillnad från Lenin ansåg Mao att den proletära revolutionen kunde genomföras av bondebefolkningen, vilket framgår bland annat i Maos skrift Rapport om en undersökning av bonderörelsen i Hunan (1927). 

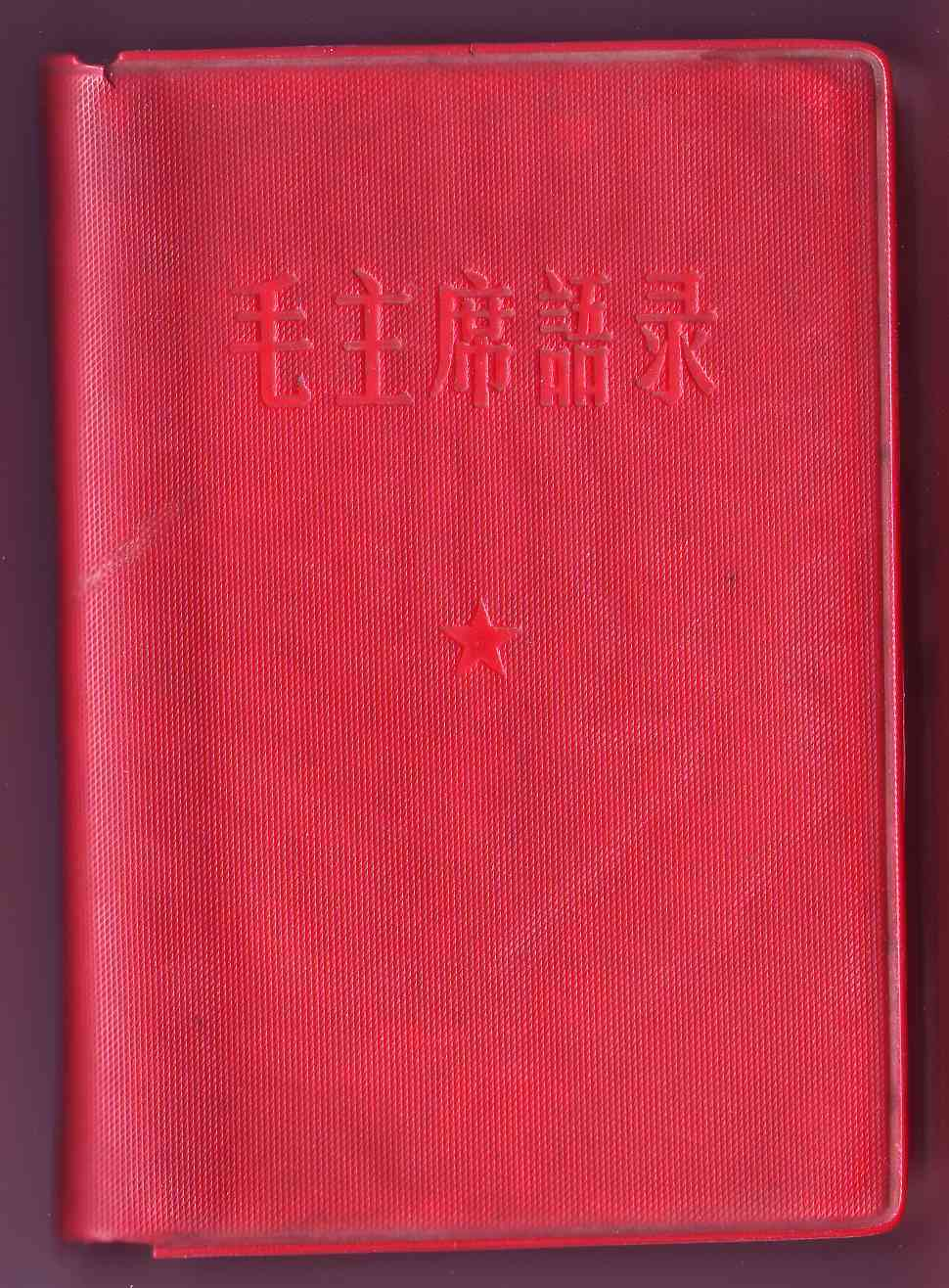
Kinesisk utgåva av boken Citat ur Ordförande Maos Verk

Enligt denna form av kommunism anses det vidare att klasskampen fortgår även i det socialistiska samhälle som följer efter revolutionen. Man betonar också starkt betydelsen av massmobilisering av folket, till skillnad från leninism, där partiet som avantgarde har en mycket viktigare roll. Dessa teser och flera andra som får betraktas som centrala för maoismen finns samlade i boken Maos lilla röda, som egentligen hette Citat ur Ordförande Maos Verk och som med Maos goda minne började publiceras av den kinesiska militären i mitten av sextiotalet.

## Maos teorier om gerillakrigföring
Mao Zedongs teorier om gerillakrigföring utgör en central del av maoismen. Under tiden fram till slutet på Andra Världskriget var Kinas kommunistiska parti i huvudsak organiserat som en gerillarörelse under ledning av Mao Zedong, och i krig dels mot den nationalistiska Kuomintang-regeringen under Chiang Kai-shek och dels mot den japanska invasionen. De teorier för gerillakrigföring Mao tillsammans med officerare inom Röda Armén som stod honom nära utvecklade under denna tid avgjorde i hög grad besegrandet av nationalistregeringen med dess reguljära arméer och grundandet av Folkrepubliken Kina år 1949. Under 1900-talets andra hälft kom dessa teorier att få stor internationell spridning. 
Gerillakrigets första fas bestod i att gerillasoldater gick in i ett lokalt samhälle, exempelvis en liten bergsby. Soldaterna talade med byns invånare, övertygade dem om nödvändigheten att bekämpa centralmakten (den nationalistiska Kuomintangregeringen). Lokalbefolkning hade svårt att stå emot de beväpnade gerillakämparna och övertygades ideologiskt. Lokalbefolkningen gav gerillakämparna mat och husrum. Gerillakämparna utbildade lokalbefolkningen i att sabotera centralregeringens militära installationer och infrastruktur viktig för centralmakten. Gemensamt började man utföra attacker mot centralmakten i begränsad skala. 
Gerillakrigets andra fas innebar en ökning i attackernas storlek och antal. Gerillasoldaterna och bybefolkningen började även gemensamt att infiltrera omkringliggande byar. Ett nätverk av gerillakontrollerade byar byggdes upp, ofta utan centralmaktens vetskap. 
Då de gerillakontrollerade byarna blivit tillräckligt många och starka, inleddes gerillakrigets tredje fas. Gerillarörelsen var nu tillräcklig stark för att kunna attackera större städer. Dessa omringades av grupper av gerillakämpar och beväpnade bybor, belägrades, försvagades och slutligen attackerades. 
Fördelen med denna typ av gerillakrigföring, var att mycket stora landområden bakom de officiella och kända stridslinjerna kunde kontrolleras av gerillan. Gerillakämpar kunde också mycket lätt klä sig som bybefolkningen, och blev på så vis omöjlig att särskilja och identifiera för regeringens trupper. Trots att gerillagrupperna saknade de ekonomiska och militära resurser som den nationalistiska Kuomintang-regeringens trupper hade tillgång till, hade de funnit ett sätt att besegra dessa.
Mao Zedong anses idag som den moderna gerillakrigföringens skapare. Hans teorier om "Det långvariga folkkriget" utgör en mycket viktig del av maoismen och är inskrivna i det Kinesiska kommunistpartiets stadgar och i Folkrepubliken Kinas konstitution. Hans modell för gerillakrigföring har fått många efterföljare över hela världen under 1900-talets senare hälft, men ingenstans lyckades gerillakrigföringen uppnå en sådan skala och storlek som under det Kinesiska inbördeskriget. 

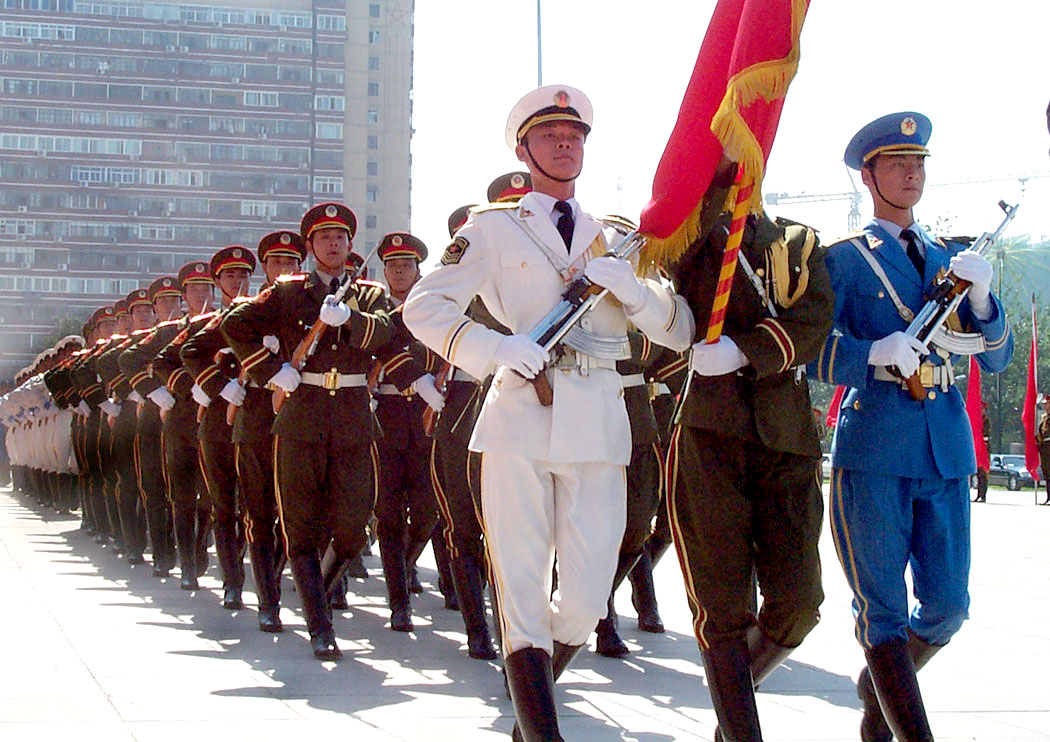
Soldater ur Folkets Befrielsearmé, nutid

Exempel på maoistiska gerillarörelser under efterkrigstiden är Sendero Luminoso (sv: 'den lysande stigen') i Peru, FARC-gerillan i Colombia, Komala - Det Kurdiska kommunistpartiet i Iran, maoistiska gerillarörelser i norra Indien och i Nepal, Pol Pot - även kända som de Röda Khmererna i Kambodja, Viet Cong eller det Vietnamesiska kommunistpartiet vars främste militäre strateg general Giap även var en av Mao Zedongs främsta studenter och använde Maos gerillakrigföring för att bekämpa USA under Vietnamkriget, maoistiska rörelser i Filippinerna och Indonesien.
Vad beträffar general Vo Nguyen Giap från det Vietnamesiska kommunistpartiet, bör nämnas att han effektivt vidareutvecklade och förfinade Maos trestegsstrategi. Efter att USA lämnat Vietnam i Vietnamkriget år 1975, avled Mao Zedong år 1976 och Deng Xiaoping blev Folkrepubliken Kinas nya ledare. Deng Xiaoping hade en radikal agenda: att införa kapitalistisk marknadsekonomi i det kommunistiska Kina. Detta hade vid denna tidpunkt aldrig skett i någon annan socialistisk stat. Hans ställning var därför till en början relativt svag i Partiet och Kinas kommunistparti gick igenom en period av svåra inre stridigheter under perioden 1976–1978. För att stärka sin ställning, planerade Deng Xiaoping att genomföra ett kort och framgångsrikt krig mot Vietnam. Den kinesiska minoriteten Hoa i Vietnam hade behandlats illa av landets majoritetsbefolkning och flydde i stora mängder som båtflyktingar till bland annat Brittiska Hongkong; Vietnam reste dessutom territoriella anspråk på Spratlyöarna, en ögrupp i det Sydkinesiska havet, vilken även Kina reste anspråk på. Deng gav därför order om en kinesisk invasion av norra Vietnam, med dessa två faktorer som ursäkt. Det Kinesisk-vietnamesiska kriget åren 1978–1979 ledde dock inte till de snabba framgångar den kinesiska sidan förväntat sig. Den kinesiska militära doktrinen utgjordes fortfarande huvudsakligen av Maos "Det långvariga folkkriget", samtidigt som den vietnamesiska sidan utvecklat och förfinat denna metodik och till yttermera visso var mycket krigsvan efter det framgångsrika kriget mot USA. De kinesiska trupperna hade bristande kunskap om den lokala terrängen i norra Vietnam, led massiva förluster och tvingades till omgående reträtt. Den vietnamesiska sidan hade därigenom paradoxalt nog lyckats besegra kineserna genom att använda Mao Zedongs egen gerillakrigföring. 
Övriga teoretiska komponenter av Mao Zedong-tänkande innebär ett större fokus på bönderna, istället för på storstädernas arbetarklass som i Sovjetunionen.

## Maoism i dagens Kina
I Kina övergavs maoismen 1978, två år efter Maos död. Den ersattes av Deng Xiaopings "Socialism med kinesiska särdrag". Maoismen står dock fortfarande inskriven i Kinas grundlag, idag tillsammans med marxism-leninismen, Deng Xiaoping-teori och Jiang Zemins Den viktiga tanken om de tre representationerna.

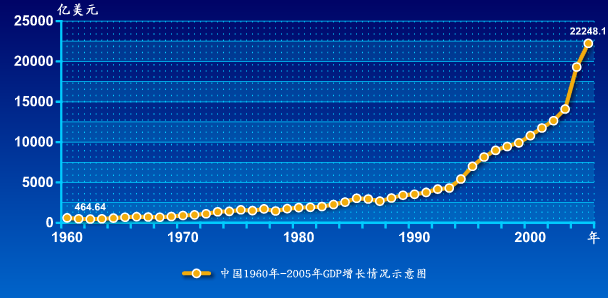
Kinas ekonomiska utveckling 1960-2005

Maos porträtt vid ingången till den förbjudna staden, nutid.

Motståndare till den politiska utvecklingen efter Maos död bildade 2008 Kinesiska kommunistpartiet Maoisterna.

## Maoismen utanför Folkrepubliken Kina
Med Mao Zedongs framgångsrika kommunistiska gerillarörelse som förebild har ett flertal maoistiska militära rörelser skapats över hela världen under 1900-talets andra hälft. Till dessa hör Sendero Luminoso (sv: Den lysande stigen) i Peru, gerillarörelsen FARC (sv: Colombias förenade revolutionära armé) i Colombia, det kurdiska kommunistpartiet Komala i Iran, TKP/ML-TIKKO och MKP/HKO i Turkiet, det vietnamesiska kommunistpartiet FNL (även känt som Vietcong) vilket framgångsrikt använde Maos gerillakrigteorier till att besegra USA i Vietnamkriget och därefter även Kina självt under ledning av Deng Xiaoping i det Kinesisk-vietnamesiska kriget 1979, i Kambodja genom De röda khmererna, i Filippinerna genom CPP (sv: Filippinernas kommunistiska parti) och idag även i Nepal, där den maoistiska gerillagrupperingen, NKP (m) (sv: Nepals kommunistiska parti - maoistiskt), behärskar stora delar av landets territorium. 

Bland de militära och politiska grupperingar som nämnts ovan återfinns ett flertal som varit inblandade i några av efterkrigstidens svåraste och mest långlivade militära konflikter. Flera av dessa organisationer är fortfarande aktiva, bland annat FARC, vilket kontrollerar stora delar av Colombias territorium, och Nepals kommunistiska parti, vilket tvingat landets kung och tidigare envåldshärskare att abdikera och utlysa allmänna val. I Kina och Vietnam har ländernas respektive kommunistpartier etablerat sig som statsbärande partier i vad som i praktiken är enpartistater. Dessa rörelsers militära framgång, och de svårigheter tidigare makthavare i de berörda länderna haft i att underminera dem, visar på styrkan i Maos teorier om gerillakrigföring.

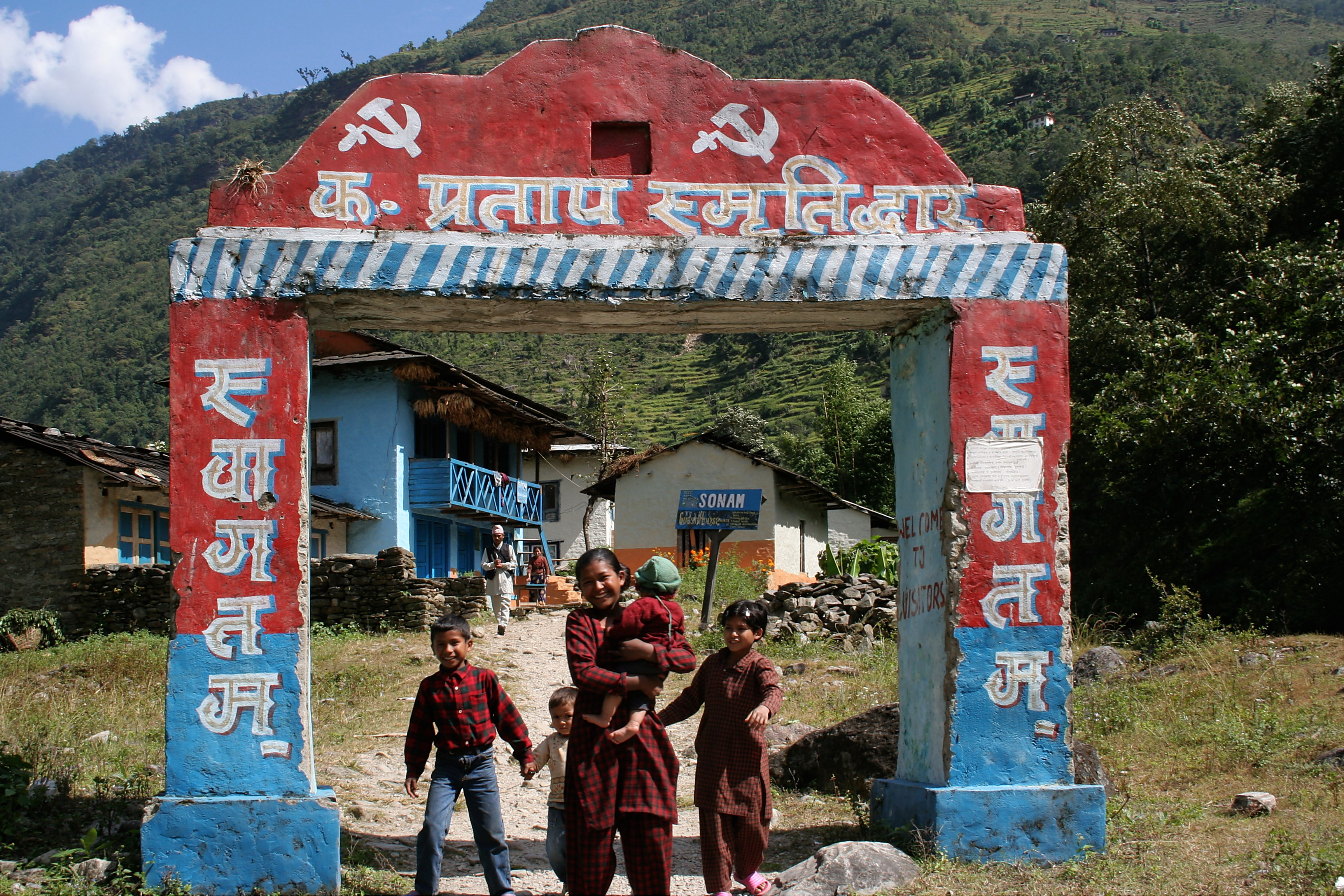
Maoistisk by i Nepal 2005

De maoistiska partierna har en egen international (en internationell samarbetsorganisation för vänsterrörelser) som kallas Revolutionära Internationalistiska Rörelsen (RIR). RIR har inte längre någon hemsida och har troligen inte publicerat något sedan 2011. Maoistiska partier från olika håll i världen har ett samarbete som beskrivs på sidan "Communist international". Den 26 december 2022 grundades Internationella Kommunistiska Förbundet, en sammanslutning av 15 maoistiska organisationer från 14 länder, däribland Perus Kommunistiska Parti (Sendero Luminoso), TKP/ML samt även den svenska Kommunistiska Föreningen.

## Maoistiska rörelser i Sverige
I Sverige representerades maoismen av partierna SKP och KPML(r) (nuvarande Kommunistiska partiet). Konflikten om en prosovjetisk eller prokinesisk linje tillhörde huvudskälen bakom KFML(r):s bildande. Båda partier övergav maoismen, KPML(r) under tidigt 1970-tal, kort efter sprängningen, och SKP 1986, då det omformades till Solidaritetspartiet, med en bred allmänsocialistisk linje. Det lilla partiet KPS stödde en liknande linje, men tog efter den kinesisk-albanska splittringen klart parti för Albaniens ledare Enver Hoxha, och var således hoxhaistiskt snarare än maoistiskt. För närvarande finns det endast mindre grupperingar i Sverige som stödjer maoismen. Det finns dels Kommunistiska Föreningen som enligt Way back machine har funnits åtminstone sedan 2016. Präriebrand var en kortlivad grupp som sa sig vara maoistisk. Förutom de fanns Oktoberrörelsen som ansågs vara maoistiskt men har lagt ner. Oktoberförlaget är ett bokförlag som inte kallar sig maoistiskt men som i sin utgivning har pro-maoistiska böcker och skrifter av Mao. I Nacka Kommun finns en lokal maoistisk organisation vid namn Nackakommunisterna, dessa blev uppmärksammade av lokaltidningen Nacka Värmdö Posten efter att de genomfört en illegal graffiti-målning med texten "Förena er under maoismen!"

### Svenska
- http://www.socialism.nu - Forum för socialistisk idé- och praktikdebatt.
- http://www.kommunistiskapartiet.org - Sveriges största marxist-leninistiska parti.

### Engelska
- Guiding thought of revolution: the heart of Maoism international project
- Marx2Mao.org Mao Internet Library
- The Encyclopedia of Marxism  Mao Zedong Thought.
- The Encyclopedia of Marxism  Mao's life.
- Monthly Review January 2005 Text of the leaflets distributed by the Zhengzhou Four.
- World Revolution Media Maoist revolutionary film, music, and art archive
- Batchelor, J. Maoism and Classical Marxism, Clio History Journal, 2009.